# Marcel van Beek

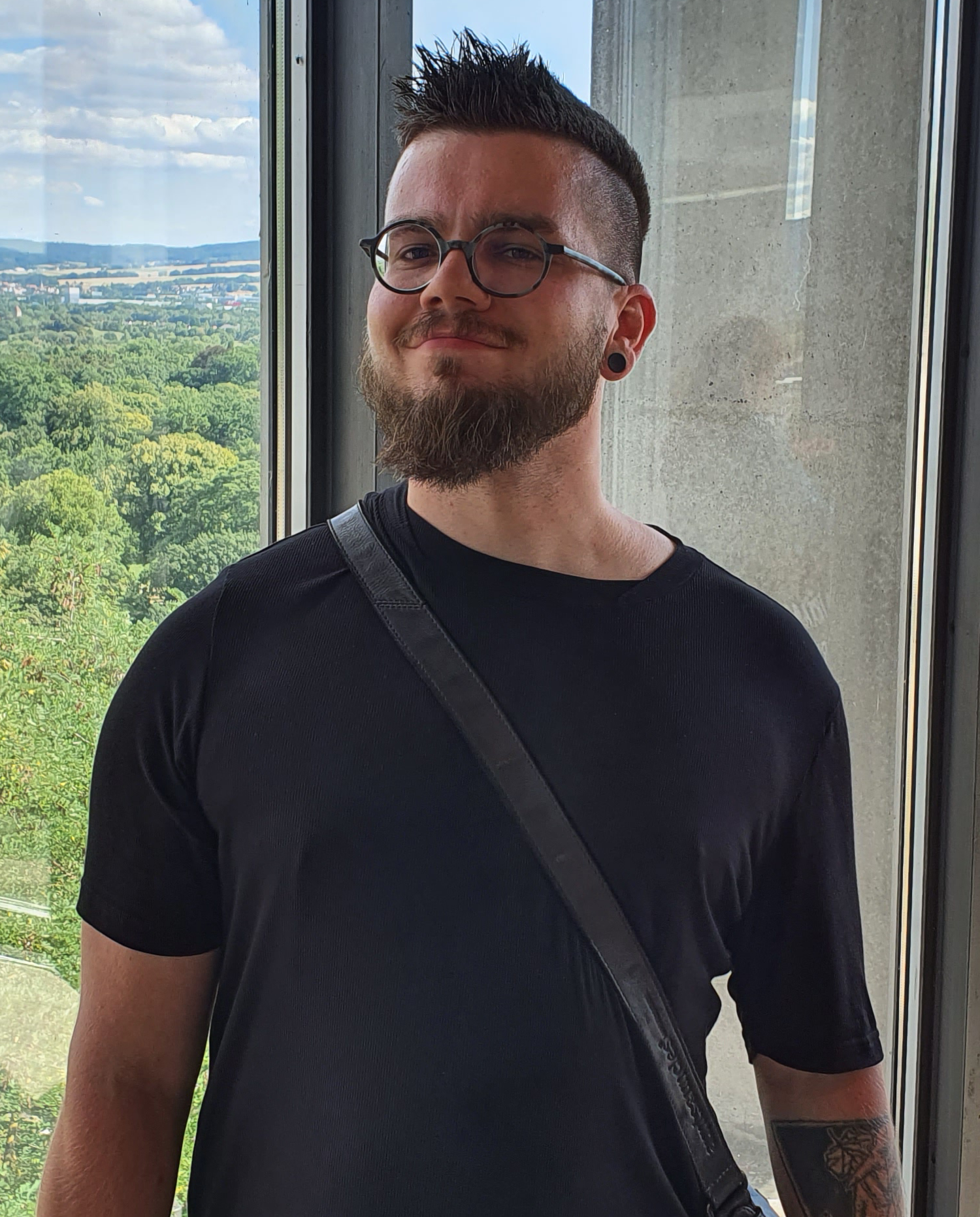
Marcel van Beek (2022)

Marcel van Beek (* 1990 in Bonn) ist ein deutscher bildender Künstler der Gegenwart.

## Leben
Van Beek wuchs in Bonn auf. Er erlangte 2011 in Heppenheim (Bergstraße) die Allgemeine Hochschulreife (Odenwaldschule).
Von 2011 bis 2012 absolvierte er ein einjähriges Praktikum im Bereich Bühnenbild und Ausstattung beim Jungen Theater Bonn.
In den Jahren 2012 bis 2017 studierte van Beek Malerei, Graphik und Fotografie an der Alanus Hochschule für Kunst und Gesellschaft in Alfter bei Bonn, Fachbereich Bildende Kunst. Sein Kunststudium bei den Professoren Michael Reisch und Andreas Orosz schloss er 2017 als Bachelor of Fine Arts mit Prädikat ab.
Seither betätigte sich van Beek als bildender Künstler in den Bereichen Fotografie, Malerei und Graphik.
Er ist seit 2014 in verschiedenen Ausstellungen bundesweit vertreten.
Van Beek lebt und arbeitet seit 2020 in Leipzig-Lindenau.

## Werk
Das Œuvre des Künstlers gewährt – über alle von ihm gewählten Kunstgattungen hinweg – jeweils tiefe Einblicke in komplexe Seelenlandschaften. Ob Körperstudie, Architekturfotografie oder Landschaftsbild – die Werke van Beeks erschaffen jeweils tiefe Stimmungen und faszinierende Räume für Geheimnis und Bedrohung, aber auch für Sehnsucht und Verlangen. Nicht zufällig erinnert das Schaffen an die Werke der Schwarzen Romantik und des Symbolismus'.
Rätselhaftigkeit und Widersprüchlichkeit, aber auch die Einsamkeit und Vergeblichkeit sowie die stille Würde des Ichs prägen sein Werk. Diese bleiben jedoch typischerweise ohne konkrete Kontur oder fassliche Erscheinung. Der Künstler komponiert sie vielmehr gekonnt zur bloßen Ahnung des Betrachters.

„In der phantastischen Literatur hat H. P. Lovecraft die Angst vor dem Unbekannten als stärkstes emotionales Movens beschrieben. In den bildphilosophischen Manifestationen des Marcel van Beek ist es vielfach gerade das Namenlose, das Verschleierte, das darauf wartet, entdeckt zu werden. Dieses Geheimnis aber liegt zumeist hinter Vorhängen, verschlossenen Türen und Mauern im Labyrinthischen verborgen und bleibt so bloßes Imago des Betrachters, was ihm umso mehr Zauber und zugleich Wirkmacht verleiht.“

In der künstlerischen Weltvorstellung ist aber auch Platz für Augenzwinkern und schwarzen Humor. Neben der intensiven Beschäftigung mit existenziellen Grenzerfahrungen thematisiert der Künstler darüber hinaus auch Motive inniger Intimität und Würde und präsentiert schließlich auch sozialkritische Kompositionen.
2022 erschien unter dem Titel „Schattenlicht. Werke 2012–2022“ eine umfassende Werkschau seines bisherigen Schaffens aus den Gattungen Fotografie, Malerei und Grafik.
An der Universität Leipzig beteiligte er sich im Sommersemester 2024 an der Ringvorlesung „Interdisziplinäre Perspektiven der kommunalen Klimaanpassung“ mit einem Vortrag zum Thema „Naturraum :: Stadtraum. Perspektiven der bildenden Kunst auf Natur und Nachhaltigkeit im lokalen Erfahrungsraum“.

## Ausstellungen (Auswahl)
- 2014: Andreas Orosz und Studenten[8], MVB-Forum Mainz, Mainz,
- 2014: the truth is real / the truth is not real[9], Atelier und Galerie 52 der Folkwang Universität der Künste, Essen,
- 2015: Schrödingers Katze[10], Wissenschaftszentrum Bonn, Bonn,
- 2015: Die Fabrik. Die Kirche. Das Schloss.[11], Fabrik 45, Bonn,
- 2016: Wie wir leben ... / Wie wir leben wollen ...[12], Künstlerforum Bonn, Bonn,
- 2022: Carboniferous[13], Universität Leipzig, Institut für Infrastruktur und Ressourcenmanagement, Leipzig,
- 2023: Unsustainable Earth[14], 2. Mai bis 31. Juli 2023, Helmholtz-Zentrum für Umweltforschung - UFZ, UFZ, Leipzig,
- 2023: Naturraum :: Stadtraum[15], 23. Juni bis 30. August 2023, Bilderbogen Leipzig, Leipzig,
- 2025: Planetary Boundaries, 3. April bis 29. Mai 2025, Umweltbundesamt, Dessau.

## Publikationen
- Marcel van Beek: Schattenlicht. Werke 2012–2022. MarcelvanBeek Selbstverlag, Leipzig 2022, ISBN 978-3-00-073678-0
- Marcel van Beek: Unsustainable Earth. Fotozyklus. MarcelvanBeek Selbstverlag, Leipzig 2023, ISBN 978-3-00-074580-5
- Marcel van Beek: Naturraum :: Stadtraum. Ausstellung Bilderbogen Leipzig. MarcelvanBeek Selbstverlag, Leipzig 2023, ISBN 978-3-00-074721-2
- Marcel van Beek: Übergänge. MarcelvanBeek Selbstverlag, Leipzig 2024, ISBN 978-3-00-079495-7